# Dave Haynie

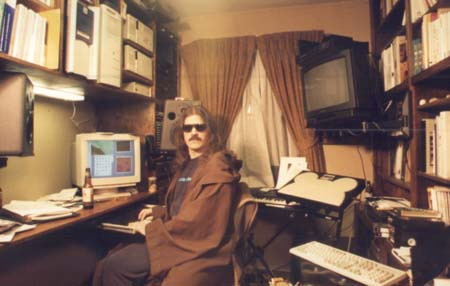
Dave Haynie

Dave Haynie (född 1961) anställd vid det amerikanska företaget Commodore Business Machines. Dave Haynie arbetade under Bil Herd med utveckling av hårdvara. Efter att utvecklingen av 8-bitars datorer avvecklats fortsatte Dave Haynie med att vidareutveckla Amiga-datorerna vilket bl.a. resulterade i de bägge datorerna Amiga 2000 och Amiga 3000. Dave Haynie påbörjade även arbetet med att utveckla nya grafikkretsar kallade "AAA" och "Hombre" som var tänkta att användas i kommande Amiga-modeller, men arbetet blev aldrig klart som en följd av att Commodore gick i konkurs.